# (7844) Horikawa
(7844) Horikawa (1995 YL1) – planetoida z pasa głównego asteroid okrążająca Słońce w ciągu 4,13 lat w średniej odległości 2,57 j.a. Odkryta 21 grudnia 1995 roku.